# Magyar Lajos (labdarúgó, 1950)
Magyar Lajos (Abda, 1950. március 9. –) labdarúgó, balhátvéd.

## Pályafutása
1968 előtt az Abda, majd a Győri Mezőgép labdarúgója volt. Innen igazolta le a Rába ETO, ahol 1985-ig 374 bajnoki mérkőzésen 10 gólt szerzett. Kétszeres magyar bajnok és ezüstérmes a csapattal az 1980-as évek elején. 1985 és 1989 között az alsóbb osztályú osztrák Hirm csapatában fejezte be a labdarúgó pályafutását.

## Sikerei, díjai
- Magyar bajnokság
  - bajnok: 1981–82, 1982–83
  - 2.: 1983–84, 1984–85
  - 3.: 1973–74
- Magyar kupa (MNK)
  - győztes: 1979